# Hornické muzeum Landek Park
Hornické muzeum Landek Park je největší podnikové muzeum v České republice. Nachází se v Petřkovicích u Ostravy pod vrchem Landek. Část areálu se také nachází v blízkém Koblově.Tamní souvislý areál má rozlohu 10 ha, což z něj činí největší muzejní areál v celé republice. Muzeum bylo otevřeno 4. prosince 1993, symbolicky na svátek patronky horníků svaté Barbory. Lokalita, navržená na zařazení do seznamu UNESCO, obsahuje zachovalý areál Dolu Anselm. Kromě povrchové expozice strojů a zařízení, podzemní expozice a expozice báňské záchranářství zde nalezneme také rekonstrukci sídliště lovců mamutů. V areálu jsou také četná sportoviště, jako např. hřiště pro plážový volejbal, tenisové kurty či cyklokrosová dráha. Celková plocha areálu je cca deset hektarů. V areálu se nachází kaple svaté Barbory.

## Nadzemní areál

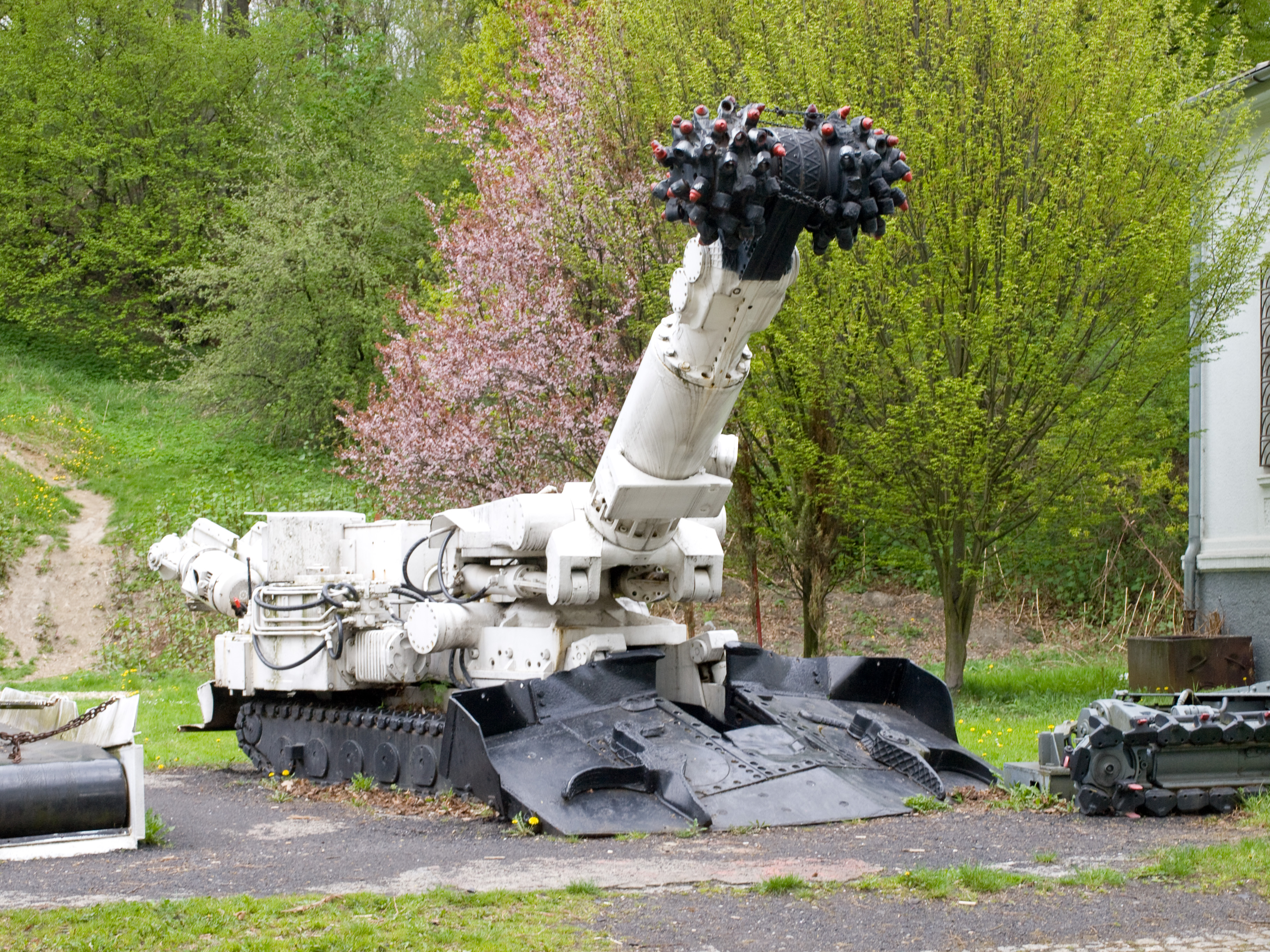
Razicí stroj

Světově unikátní rozmístění expozic a exponátů v rozlehlém průmyslovém areálu na okraji chráněné přírodní památky zachycuje průběh lidských aktivit od doby kamenné, přes typickou průmyslovou architekturu, až po důlní techniku charakteristickou pro 20. století. Areál tak spíše než klasické muzeum tvoří kombinace muzea a skanzenu.
Základní osu areálu tvoří tři hlavní budovy s expozicemi. Kromě nich se zde nachází rekonstrukce sídliště lovců mamutů, dále vyřazené těžké hornické stroje (např. kombajny, důlní lokomotivy apod.) či původní hornická řetízková šatna a umývárna. Mimo budovy jsou umístěny exponáty s informačními tabulemi. Kromě toho se v areálu nachází řada dětských a sportovních atrakcí.

## Expozice důlního záchranářství

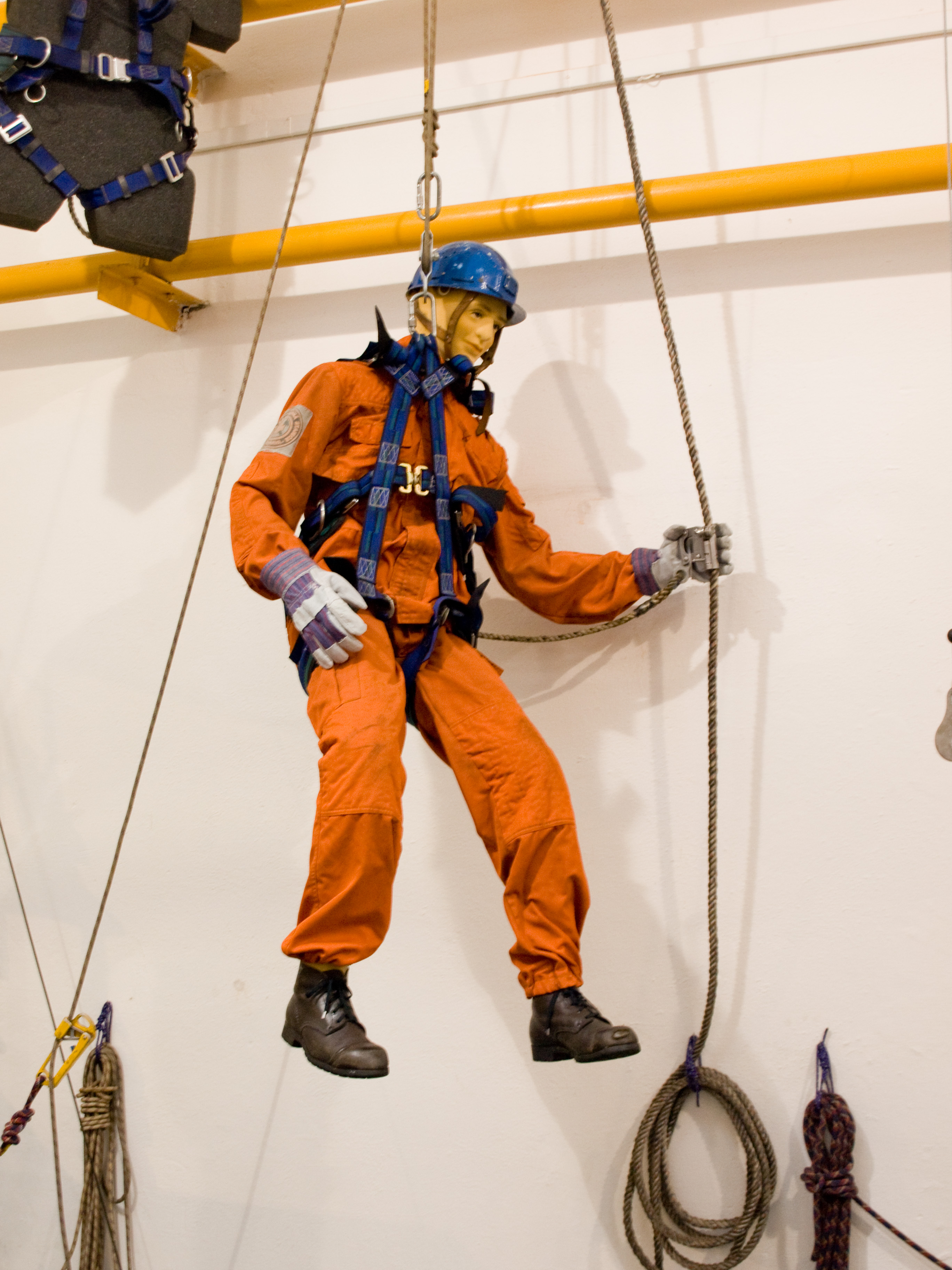
Postroj záchranáře

Expozice důlního záchranářství shromážděná na Landeku patří mezi největší svého druhu na světě. Mezi historické skvosty s mezinárodním významem patří např. nejstarší dochované dýchací přístroje z roku 1884 či těžká potápěčská souprava Siebe-Gorman z roku 1920. Kromě toho expozice zahrnuje i novodobou dýchací a záchranářskou techniku. Atraktivní součástí prohlídky je možnost vyzkoušet si záchranářský výcvik na cvičném záchranářském polygonu.
Specifický oddíl expozice tvoří památník záchranářů, kteří zahynuli při výkonu svého povolání. V pietní síni je umístěna pamětní deska od Kurta Gebauera. Odehrávají se zde i slavnostní události související s báňskou záchrannou službou, například vyznamenávání zasloužilých záchranářů.

## Podzemní expozice

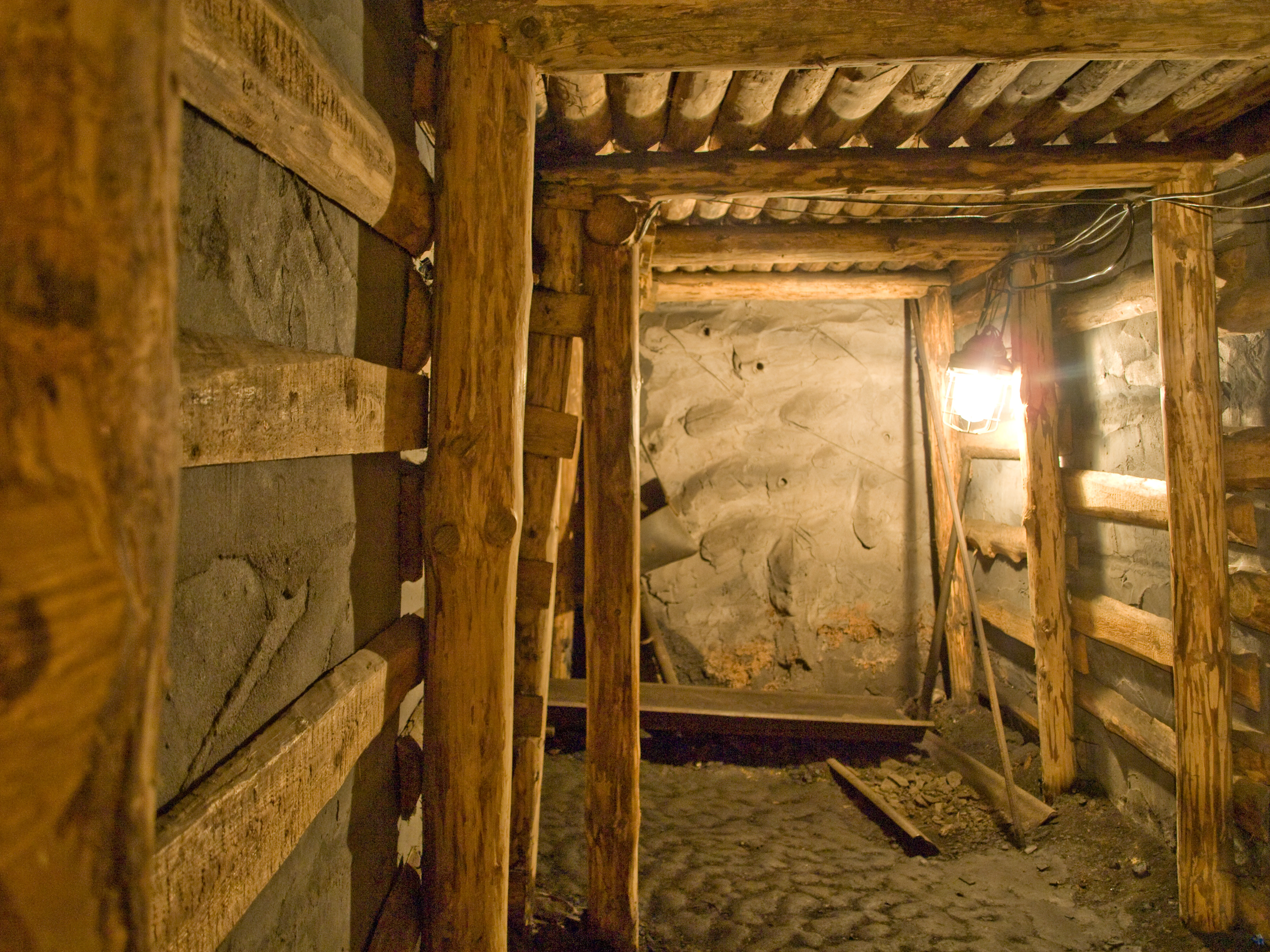
Výztuž chodby

Podzemní expozici tvoří kulturní památka Důl Anselm, jejíž dominantou je čtyřicetimetrová těžní věž. V podzemí se v hloubce devíti metrů nachází celkem 250 metrů štol. Komentovaná prohlídka shrnující těžbu uhlí v letech 1782–1990 obsahuje mj. ukázku fungování některých důlních strojů.
Součástí expozice jsou figuríny horníků v životní velikosti realisticky zachycující podmínky práce v dole.

## Expozice Historie důlní dopravy
Expozice věnovaná dějinám důlní dopravy od středověku po současnost. Důraz je kladen především na vývoj důlní dopravy v prostředí uhelného dolu, od dopravy pomocí koní po dopravu současnou. Expozice mapuje rozvoj přepravy horníků, uhlí a materiálu v dole.